# Хенцковце
Хенцковце (слч. Henckovce) насељено је мјесто са административним статусом сеоске општине (слч. obec) у округу Рожњава, у Кошичком крају, Словачка Република.

## Становништво
| Година:    | 1994. | 2004.    | 2014.   | 2024.    |
| ---------- | ----- | -------- | ------- | -------- |
| Број људи: | 392   | 433      | 439     | 387      |
| Разлика:   |       | +10,45 % | +1,38 % | -11,84 % |

| Година:    | 2023. | 2024.   |
| ---------- | ----- | ------- |
| Број људи: | 399   | 387     |
| Разлика:   |       | -3,00 % |

Према подацима о броју становника из 2011. године насеље је имало 476 становника.